# Frédéric Briffault
Pour les articles homonymes, voir Briffault.
Frédéric Briffault (14 mai 1805, Turin - 30 avril 1887, Florence), est un homme politique français.

## Biographie
Il s'était attaché à la fortune du prince Louis Napoléon. En juin 1848, après la validation de la quadruple élection du prince, l'Assemblée fut sur le point de manifester sa résistance en privant le prince de ses droits civiques.
Briffault lui fut dépêché à Londres, et, dès le lendemain, l'apporta à l'Assemblée la démission du prince basée « sur les soupçons injurieux qu'avait fait naître son élection, sur les troubles dont elle a été le prétexte, et sur l'hostilité du pouvoir exécutif ».
Après l'élection présidentielle, Briffault devint chef du secrétariat du président de la République, et fut élu, le 8 juillet 1849, à l'Assemblée législative, comme représentant d'Eure-et-Loir, en remplacement du prince Ney de la Moskowa, qui venait d'opter pour la Moselle.
Briffault avait obtenu 22 792 voix sur 31,068 votants et 85 312 inscrits, contre MM. de Lamartine, 2 837 voix, Manoury, avocat à Paris, 2 828, Raimbault, 1 141 et Ropton, médecin, 422.
Il siégea à droite, prit part au vote de toutes les lois répressives sur l'enseignement, sur la presse, sur le suffrage universel, et resta d'ailleurs fidèle à l'Élysée jusqu'au coup d'État inclusivement.

## Sources
- « Frédéric Briffault », dans Adolphe Robert et Gaston Cougny, Dictionnaire des parlementaires français, Edgar Bourloton, 1889-1891 [détail de l’édition]